# Ibrahima Kandia Diallo
Ibrahima Kandia Diallo (ur. 15 listopada 1941 w Konakry, zm. 10 maja 2018 w Paryżu) – gwinejski piłkarz, który występował na pozycji napastnika. Uczestnik Igrzysk Olimpijskich 1968.

## Rekordy
- Najskuteczniejszy zawodnik w historii reprezentacji Gwinei: 33 bramki[1]